# Kürdistan Teali Cemiyeti
Die Kürdistan Teali Cemiyeti (deutsch „Gesellschaft für den Aufstieg Kurdistans“) war eine kurdische Organisation, die die Schaffung eines kurdischen Staates im Osten der heutigen Türkei zum Ziel hatte. Sie wird auch Kürt Teali Cemiyeti genannt.
Die „Gesellschaft“ (Cemiyet) berief sich dabei auf die Artikel 62 und 64 des Vertrages von Sèvres und die Prinzipien von Woodrow Wilson. Die Gesellschaft eröffnete viele Zweigstellen in den östlichen Provinzen der Türkei. Es wurden Dokumente gefunden, dass die Vereinigung von den Engländern zum Kampf gegen den Widerstand gegen den Vertrag von Sèvres und die Besetzung Anatoliens, benutzt wurde. Die Organisation beabsichtige ferner die Förderung der kurdischen Sprache und Kultur. Sie gab eine Zeitschrift namens Jîn (dt.: Leben) heraus. Die Vereinigung war während des Türkischen Befreiungskrieges aktiv.
Mustafa Kemal Atatürk war der Ansicht, dass die Organisation die Schaffung eines kurdischen Staates unter dem Schutz ausländischer Staaten anstrebte. Durch Beschluss der Nationalversammlung der Türkei wurde die Vereinigung 1921 verboten.

## Gründung
Die Vereinigung wurde mit einem Antrag an das Innenministerium vom 30. Dezember 1918 gegründet. Laut Satzung ist der 19. November 1918 als Gründungsdatum eingetragen.

### Gründer
Die Organisation wurde in Istanbul durch vornehme kurdischer Familien, einige Intellektuelle und Beamten gegründet. Die Mitglieder setzten sich hauptsächlich aus Mitgliedern früherer kurdischer Organisationen wie dem Kürt Teavün ve Terakki Cemiyeti und der Civata Talebeyi Kurdan - Hevi zusammen. Die Aufschwungvereinigung Kurdistan fand unter den Kurden Istanbuls schnell eine breite Unterstützung. Bald darauf wurden auch in den östlichen Provinzen Zweigstellen sogenannte Kurdische Clubs eröffnet. Einer der wichtigsten war der Club in Diyarbakir. Seyyit Abdülkadir war gleichzeitig Vorsitzender der Vereinigung als auch Mitglied des Osmanischen Senats und Präsident des Osmanischen Staatsrates war.

#### Mitglieder aus der FamilieScheich Ubeydullahs
1. Seyyit Abdülkadir (Gründer und Vorsitzender, Sohn Scheich Ubeydallahs)
2. Seyyit Abdullah (Enkel Scheich Ubeydullahs)
3. Seyyit Taha (Enkel Scheich Ubeydullahs)

#### Mitglieder aus der FamilieBedirxan Begs

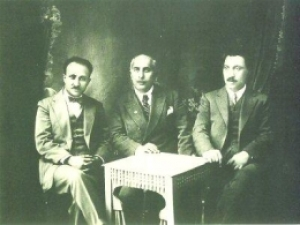
Die Brüder Bedirxan

1. Emin Ali Bedirxan (Sohn Bedirxan Begs)
2. Süreyya Bedirxan (Sohn Emin Alis)
3. Celadet Ali Bedirxan (Sohn Emin Alis)
4. Kamuran Ali Bedirxan (Sohn des Emin Alis)
5. Mikdad Mithad Esved (Sohn Bedirxan Begs)
6. Bedirhanzade Mehmet Ali (Sohn Bedirxan Begs)
7. Bedirhanzade Hasan Nuri (Sohn Bedirxan Begs)
8. Halil Rami Bey (Sohn Bedirxan Begs, Mutasarrıf von Malatya)
9. Âsaf Bedirhan (Sohn Halil Rami Beys)
10. Bedirhan Ali (Enkel Bedirxan Begs)

#### Aus dem Aşiret der Baban
1. Babanzade Şükrü (Der spätere Prof. Şükrü Baban)
2. Babanzade Mustafa Zihni Paşa (Ehemaliger Wali des Hedschas)
3. Babanzade Fuat Bey
4. Babanzade Hikmet Bey
5. Babanzade Aziz Bey
6. Babanzade Mahmut Bey

#### Aus der Familie Cemil Paschas aus Diyarbakır
1. Ahmet Cemil Pascha
2. Ekrem Cemilpascha
3. Kadri Cemilpascha

#### Einige andere Mitglieder
1. Mehmet Şerif Pascha
2. Ihsan Nuri Pascha
3. Mehmet Şükrü Sekban
4. Said Nursî 1
5. Yusuf Ziya Bey[4]
6. Mevlanzade Rıfat (Einer der 150 Persona non grata der Türkei)
7. Ahmet Hamdi Paşa
8. Abdurrahim Rahmi Zapsu
9. Arvasizade Mehmet Şefik
10. Said Molla (Einer der 150 Persona non grata der Türkei)

1: Dass Said Nursi Mitglied war, wird von einigen Seiten abgelehnt. Demnach widerspricht eine Mitgliedschaft den Aussagen Said Nursis. Auf eine Einladung der Vereinigung antwortete Said Nursi, dass er die Wiedererrichtung des Osmanischen Staates unterstützen würde, aber dass ein kurdischer Staat nur den Feinden des Islams nützen würde.

### Kommentar
Atatürk schrieb bezüglich dieser Vereinigung in seiner Nutuk: 

„Außer diesen Vereinen sind im Land noch einige andere Vereine und Organisationen aufgetreten. Unter diesen gab es in den Provinzen Diyarbakır, Bitlis und Elâzığ die Kürt Teali Cemiyeti, die von İstanbul aus verwaltet wurde. Das Ziel dieses Vereines war es, einen kurdischen Staat unter dem Schutz fremder Staaten zu gründen.“

## Organisation und Programm
Laut ihrer Satzung bestand das Ziel der Aufschwungvereinigung Kurdistan darin, das allgemeine Interesse der Kurden zu fördern und zu entwickeln. Dazu wurden verschiedene Unterorganisationen gegründet. Die zwei wichtigsten waren die „Kurdische Gesellschaft zur Förderung des Bildungswesens und der Publikation“ (Kürd Tamimi Maarif ve Neşriyat Cemiyeti) und die „Gesellschaft zur Erhebung kurdischer Frauen“ (Kürd Kadınları Teali Cemiyeti). Zu Verwirklichung ihrer Ziele wollte die Aufschwungvereinigung Kurdistan die kurdische Sprache pflegen und entwickeln. Dazu sollten zum Beispiel alle Werke in kurdischer Sprache veröffentlicht werden, Grammatikbücher herausgegeben werden und Verlage und Bibliotheken gegründet werden.
Die wichtigste Veröffentlichung der Aufschwungvereinigung Kurdistan war die wöchentlich erscheinende Jin (Leben). Die Jin war das Sprachrohr der Organisation und erschien zum ersten Mal am 7. November 1918. Nach 25 Ausgaben wurde die Zeitschrift am 2. Oktober 1919 eingestellt. Jin wurde in Osmanisch und Kurdisch (Kurmandschi und Sorani) veröffentlicht.
Die Aufschwungvereinigung Kurdistan forderte anfangs die Rückkehr aller während des Weltkrieges vertriebenen Kurden, die Entsendung kurdischer Beamte für die kurdischen Gebiete. Sie bestanden auf eine kurdische Autonomie innerhalb des Osmanischen Staates. Mit der Zeit wurden die Forderungen immer größer, so dass schon bald die Rede von einem kurdischen Staat war.

## Geschichte
Erster Vorsitzender der KTC war Seyyit Abdülkadir, der einen eher gemäßigten Kurs vertrat, insbesondere nachdem die Organisation Anfang 1920 in die öffentliche Kritik geriet und Forderungen nach einem Verbot laut geworden waren. Daher kam es mehrfach zu Abspaltungen, erstmals im Dezember 1919, als eine radikalere Gruppierung um Babanzade Aziz die Kürt Milli Fırkası (Kurdische Nationalpartei) gründete. 1920 forderten Emin Ali Bedirxan und seine Anhänger offen einen souveränen Staat Kurdistan. Als sich die Mehrheit der kurdischen Emigranten in Istanbul zu Abdülkadir bekannte, der allein berechtigt sei in ihrem Namen zu sprechen, spaltete sich Mitte März 1920 die Kürt Teskilat-i Içtimaîye (Kurdische Sozialorganisation) unter der Führung Bedirxans ab, der sich Ende des Jahres auch die Kürt Milli Fırkası anschloss.

### Aktivitäten in Anatolien während des Befreiungskrieges
Celadet und Kâmuran aus dem Stamm der Bedirxan und Ekrem aus der Familie Cemil Paschas gehörten zu den Gründern. Sie und der englische Major Edward William Charles Noel trafen am 6. September in Malatya ein. Zu dieser Zeit versuchte sich die Vereinigung in den östlichen Provinzen zu organisieren. Halit, Stabschef des 13. Korps’ in Diyarbekir sandte Mustafa Kemal Pascha in Sivas ein verschlüsseltes Telegramm. Im Dokumententeil der Nutuk wird gesagt, dass zur Verfolgung bestimmter Personen Truppen ausgesandt wurden. Genauer gesagt, steht das in einem verschlüsselten Telegramm vom 9. September 1919, das Mustafa Kemal an das 15. Korps in Erzurum und an das 20. Korps in Ankara schickte: 

„Der englische Major Mister Noel betrieb Propaganda für die Gründung eines unabhängigen Kurdistans. Er kam mit Mevlanzade Rıfat, den Bedirxanis Kâmuran und Celâdet und Cemil Paşazade Ekrem nach Malatya. Dort schlossen sich der Wali Harputs, Ali Galip Bey, und der Mutasarrıf des Sandschaks, Halil Bey, der zu den Bedirxanis gehörte, ihnen an und versuchten gegen das Volk und Land zu arbeiten. Unter dem Vorwand, dass sie den Überfall auf die Post aufklären wollten, scharten sie die Kurden aus der Umgebung um sich. Als diese Nachrichten eintrafen, wurden aus Harput das 15. Regiment, eine mit Maschinengewehren ausgestattete Einheit, das 2. Schwadron aus Aziziye, aus Siverek, eine dem 12. Reiterregiment in Malatya unterstehende Kompanie, nach Malatya gesandt, um die erwähnten Personen zu verhaften. Das Resultat wird Ihnen präsentiert werden.“

 Mustafa Kemal telegrafiert in Sivas weiterhin mit den Offizieren der Region und vertrauenswürdigen Staatsbeamten. Als sie erfahren, dass eine Streitmacht aus Harput anrückt, verlassen der Wali Ali Galip, der Mutasarrıf Malatyas, Halil, Major Noel und die Stammesführer Malatya und fliehen Richtung Kâhta. Der Hauptmann der Gendarmerie, Faruk Bey, verfolgt sich bis nach Kâhta. Fünf Stunden von Malatya entfernt im Dorf Raka wird allen kurdischen Stämmen von Siverek bis Dersim mitgeteilt, dass sie sich dort versammeln sollen. Der Kommandant des 15. Regimentes benachrichtigt İlyas Bey, dass die Aufständischen von dort aus Malatya überfallen werden und dass die englische Division aus Urfa den Stämmen zu Hilfe kommen werde. İlyas Bey informiert Mustafa Kemal in der Nacht des 11. Septembers 1919 mit einem Telegramm darüber.
In seiner 1927 gehaltenen Nutuk erwähnt Mustafa Kemal Atatürk einen Brief, den er Pastor Frew schrieb. Er erwähnt im besagten Brief, dass die Engländer die muslimischen Kurden in der Region aufhetzen, um den Kongress von Sivas zu verhindern.
Der amerikanische Hochkommissar in Istanbul Admiral Bristol telegrafierte am 30. September 1919 Folgendes nach Washington: 

„Die Engländer versuchen die nationalistische Strömung mit Hilfe der Kurden zu ersticken. Die Berichte über eine Aktion der Türken gegen die Armenier sind englische Propaganda“

 Durch diese Niederlage nicht entmutigt, setzte die Kürt Teali Cemiyeti ihre Arbeiten fort. Der Gründer der Filiale in İmranlı, Haydar aus dem Stamm der Koçgiri, und der Generalsekretär Alişan, der aus demselben Stamm wollten mit Said Riza in Verbindung treten, um einen Aufstand zu beginnen. Wegen des Winters konnte der Aufstand lange bestehen. Doch da der Winter hart war, wartete man bis zum Frühling mit dem Aufstand. Einige der Aufständischen wie Diyap Ağa, Meço Ağa, Kangaloğlu Ahmet Remzi und Oberst Hayri wurden als Abgeordnete von Dersim nach Ankara berufen. Diese stimmten zu. Währenddessen begann der Aufstand im Frühling. Am 6. März 1921 wurde İmranlı erobert und eine kurdische Fahne gehisst. Das türkische Parlament verhängte über Erzincan, Erzurum, Zara und Divriği den Ausnahmezustand. Der Aufstand wurde nach 3 Monaten und elf Tagen des Kampfes gegen die schwachen Aufständischen von Generalmajor Sakallı Nureddin Pascha und Oberstleutnant Topal Osman am 17. Juni 1921 beendet. Der Generalsekretär der Filiale Alişan versuchte mit einigen kleinen Verbänden gegen die Truppen Nureddin Paschas und Topal Osmans zu kämpfen, zog sich dann aber erfolglos nach Dersim zurück. Nach dem Aufstand wurde in Sivas ein Unabhängigkeitsgericht eingerichtet. Gegen 114 Personen wurde die Todesstrafe erhängt. Der Gründungsvorsitzende Seyyit Abdülkadir wurde nach dem Scheich-Said-Aufstand 1925 hingerichtet.

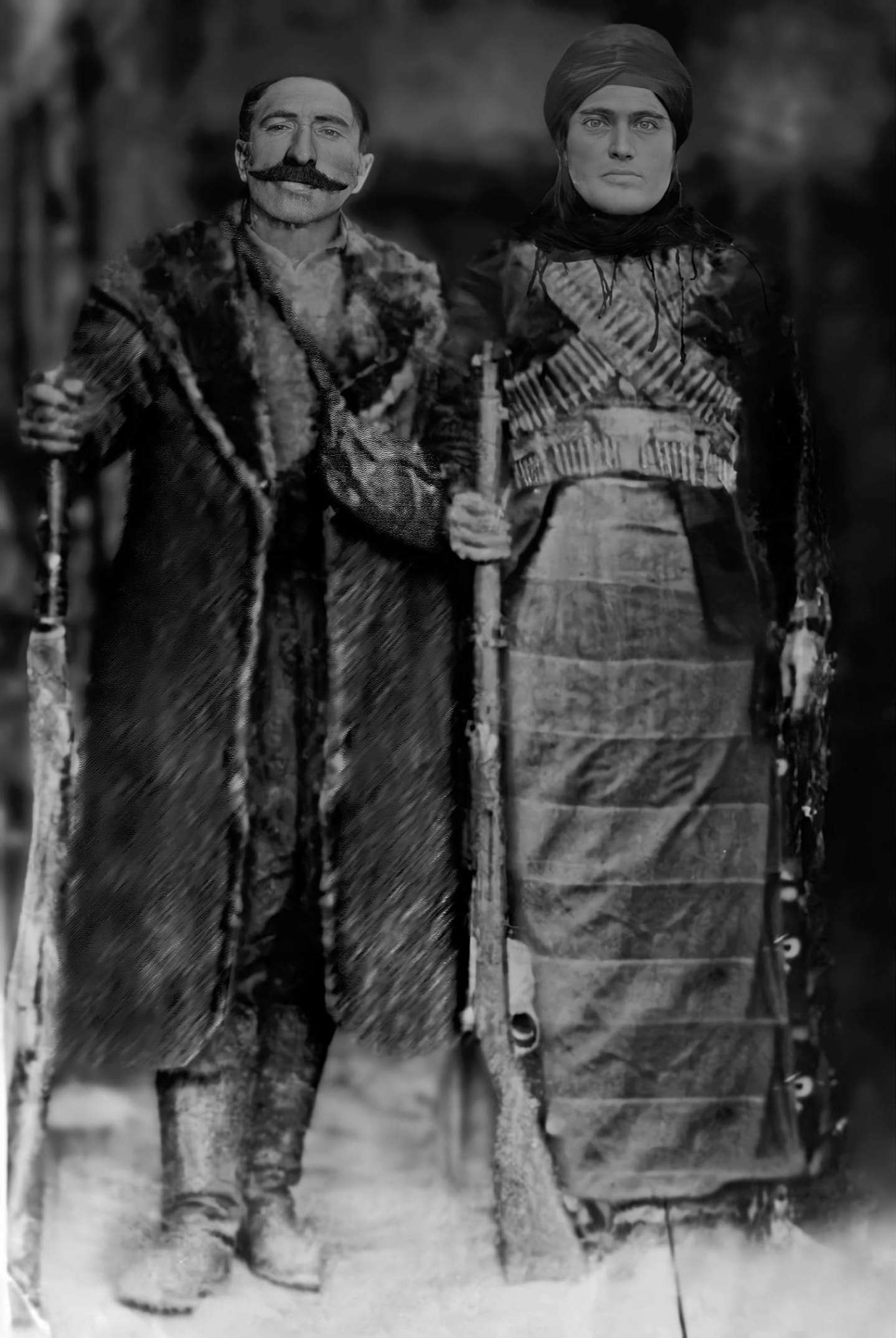
Alîşêr Efendî and his wife Zarife Xatun, in hiding in Tunceli. Probably photographed in the 1930s.